# 寺田徳三郎
寺田 徳三郎（てらだ とくさぶろう、1856年10月21日（安政3年9月3日） - 没年不明）は、日本の酒造家、実業家。貝塚銀行取締役。和泉水力電気監査役。族籍は大阪府平民。

## 人物
大阪府人・寺田甚与茂、寺田元吉の弟。分家して一家を創立する。酒造業を営み、銀行会社の重役である。住所は大阪府泉南郡貝塚町。

## 家族・親族
寺田家
- 長男・清蔵[1]（1890年 - ?）
  - 同妻（1895年 - ?、和歌山、平松茂治の姪）[1][2]
- 二男[2]
- 長女[2]
- 二女[2]
- 三女（1888年 - ?、大阪、寺田利吉の妻）[3]
- 四女（1895年 - ?、大阪、北村源助の弟源次郎の妻）[2]

親戚
- 北村源助[3]（金融業、大阪府多額納税者）
- 三女の夫・寺田利吉[3]（寺田銀行頭取、寺田紡績工廠社長）